# Robert Cloughen
Robert "Bobby" Cloughen (26. januar 1889 i Bronx – 7. august 1930 i New York) var en amerikansk atlet som deltog i OL 1908 i London.
Cloughen vandt en sølvmedalje i atletik under OL 1908 i London. Han kom på en andenplads i 200 m efter Robert Kerr fra Canada.